# Historia de Renania del Norte-Westfalia
La historia de Renania del Norte-Westfalia es la de los eventos ocurridos en el territorio de lo que es hoy un estado alemán, que fue creado por la administración militar británica a través de la llamada "Operación Matrimonio" el 23 de agosto de 1946 fusionando la provincia del Rin con la de Westfalia. El 21 de enero de 1947, se les unió el Estado Libre de Lippe.

## Antigüedad
El primer relato sobre la zona fue escrito por su conquistador, Julio César, alrededor del año 55 a. C. Narra que los territorios al oeste del Rin fueron ocupados por los eburones, una de las tribus que él identifica como los "Germani cisrhenani", quienes vivían dentro de la parte de la Galia asociada a los belgae. César dice que intentó aniquilar a los eburones y su nombre. 
Una vez que pasó a formar parte del imperio romano, el país de los eburones fue ocupado por una tribu germánica con un nombre diferente, los tungros. Sin embargo Tácito dice que "Tungri" era un nombre nuevo para los "Germani" originales, afirmando que de hecho el primer grupo tribal llamado con ese nombre fueron los que quedaban al oeste del Rin. Aunque se usaba el término "Germani", y César y otros historiadores romanos claramente señalaban que había una relación entre las tribus de los dos lados del río, hay evidencias de que estas primeras tribus a ambas orillas del Rin usaron idiomas celtas. Son estas tribus de la orilla occidental o izquierda las conquistadas por Julio César.
Las tribus de la orilla oriental del Rin serían, según César, los ubios, que ya estaban pidiendo permiso para emigrar cruzando el Rin como más tarde harían, cerca de Colonia, y los sicambrios, que vivían al norte de ellos cerca de lo que es la moderna región del Rin-Ruhr. Ambas tribus padecían la presión de los suevos que se habían trasladado a la región al este, y mientras él estaba en la zona presenció una gran migración bajo esta presión, con gran número de usipetes y téncteros trasladándose a la zona cercana a los sicambrios, y con el tiempo intentando cruzar el Rin cerca del punto en el que se une con el Mosa, sólo para ser rechazados agresivamente por César. Aún se les puede encontrar cerca de las orillas orientales del Rin en época imperial.
Los ubios y algunas otras tribus germánicas como los cugernos más tarde se establecieron en la orilla occidental el Rin en la provincia romana de Germania Inferior. 
Augusto estableció numerosos puestos fortificados a lo largo del Rin, pero los romanos no tuvieron éxito a la hora de ganar una posición sólida en la orilla derecha, donde los sicambrios estaban rodeados por otras tribus incluyendo los téncteros y los usipetes. Al norte de los sicambrios y la región del Rin estaban los brúcteros, según Tácito. Los bríucteros avanzaron hacia el sur, entrando en zona de sicambrios, bajo la presión de sus vecinos septentrionales, los chasuarios y los dulgubnios. Los marsios que vivían cerca de los sicambrios eran posiblemente una sub-tribu. 
Alrededor del año 1 hubo numerosas incursiones a través de Westfalia y quizás incluso algunos asentamientos romanos permanentes, o romanizados. La batalla del bosque de Teutoburgo tuvo lugar cerca de Osnabrück (como se menciona, se discute si está o no en Westfalia) y algunas de las tribus germánicas que combatieron en esta batalla procedían de la zona de Westfalia. 
En tiempos imperiales todo el territorio de lo que hoy es Renania del Norte-Westfalia, o al menos su mayor parte, fue separada de entre Bélgica como una provincia fronteriza, Germania Inferior, y hubo nuevos colonos que se llevaron a la zona, algunos del otro lado del Rin, como los ubios. La región de los ubios incluía la moderna Neuss, Colonia y Bonn, se llamaba la "Civitas Ubiorum" y aparentemente incluía también a los sunucos. Los cugernos, que vivían en la "Civitas Traiana" carca de Xanten en época del imperio, a menudo se cree que eran los sicambrios que los romanos habían asentado al oeste del Rin. También los besatios vivían en la Traiana. Las otras partes de Germania Inferior estaban principalmente en zonas de los modernos estados de Bélgica y los Países Bajos.

## Época franca
Conforme el poder del imperio romano declinaba muchas de estas tribus se empezaron a ver, colectivamente, como francos ripuarios y avanzaron a ambas orillas del Rin, presionados desde el norte por los sajones. Los chatuarios se trasladaron desde algún punto cerca de los chamavios, para ubicarse en la zona en torno a Xanten, así como la zona previamente habitada por los sicambrios. Para finales del siglo V habían conquistado todas las tierras que anteriormente estuvieron bajo influencia romana, toda la orilla izquierda de Renania del Norte-Westfalia. Pero al mismo tiempo, al norte, los sajones estaban empujando hacia Westfalia, cuyo nombre tiene sus orígenes como una de las partes principales originales de su territorio.
Para el siglo VIII el dominio franco estaba establecido firmemente en el oeste de Alemania y norte de la Galia. Gracias a las guerras sajonas de Carlomagno, en parte desarrolladas en Westfalia, se estableció una larga hegemonía franca sobre los sajones, incluyendo a los de Westfalia. Se cree que Carlomagno pasó mucho tiempo en Paderborn y zonas cercanas. Leyendas populares relacionan a su adversario Viduquindo a lugares cerca de Detmold, Bielefeld, Lemgo, Osnabrück y otros sitios en Westfalia. Viduquindo fue enterrado en Enger, que es también objeto de una leyenda.
Los francos merovingios y carolingios construyeron con el tiempo un imperio que controlaba primero a sus compatriotas ripuarios y luego también a los sajones. Cuando el imperio carolingio se dividió con el tratado de Verdún la parte de la provincia al este del río pasó a Francia Oriental, mientras que la que quedaba al oeste permaneció dentro del reino de Lotaringia.

## Sacro Imperio Romano Germánico
En época de Otón I (m. 973) ambas orillas del Rin habían pasado a formar parte del Sacro Imperio Romano Germánico, y el territorio renano estaba dividido entre los ducados de Alta Lorena, en el Mosela, y Baja Lorena, en el Mosa. La dinastía otoniana tenía antepasados tanto sajones como francos.
Junto con Ostfalia y Engern, Westfalia (Westfalahi) fue originalmente un distrito del ducado de Sajonia. En 1180, el emperador Federico Barbarroja elevó Westaflia al rango de ducado. El ducado de Westfalia comprendía sólo una pequeña zona al sur del río Lippe.
A medida que se debilitó el poder central del emperador, Renania se dividió en numerosos principados pequeños independientes, cada uno de los cuales con sus vicisitudes separadas y su crónica especial. Las antiguas divisiones lotaringias se volvieron obsoletas, aunque el nombre sobrevive por ejemplo en Lorena en Francia.

## Edad Moderna

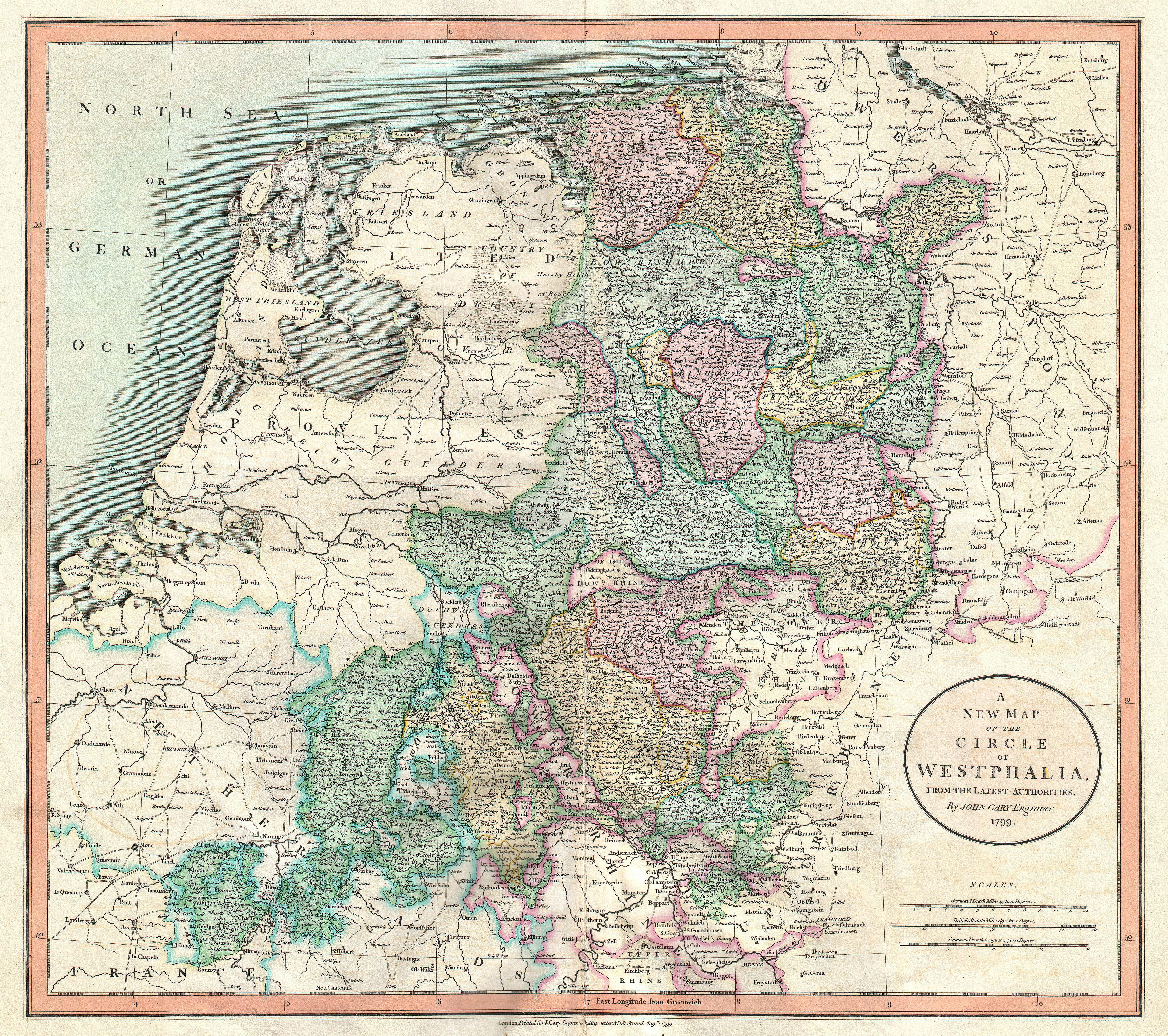
Mapa del Círculo de Baja Renania-Westfalia en 1799 por John Cary

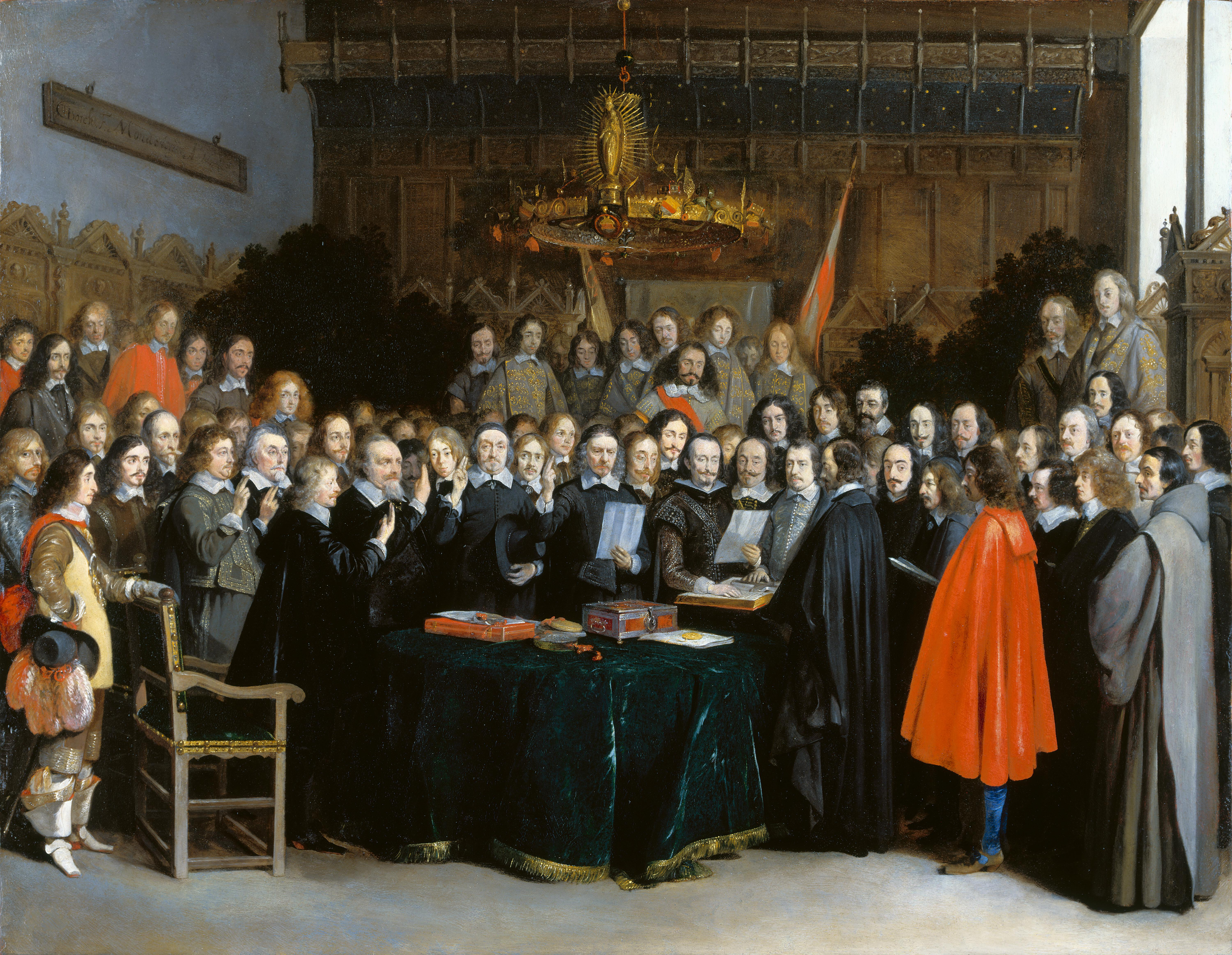
Ratificación del tratado de Westfalia de 1648 en Münster por Gerard Terborch (1617-1681)

A lo largo de la Edad Media e incluso en tiempos modernos la nobleza de estas regiones a menudo buscó conservar la idea de un duque preeminente dentro de la Lotaringia, algunos de quienes pretendieron serlo fueron los duques de Limburgo y los de Brabante. Luchas como la Guerra de Sucesión de Limburgo continuaron creando lazos políticos y militares entre lo que hoy es Renania-Westfalia, y los vecinos Bélgica y Países Bajos.
A pesar de su condición dividida, y padeciendo a manos de sus vecinos franceses en diversos momentos de guerra, el territorio renano prosperó en gran medida y permaneció en vanguardia de la cultura y el progreso de Alemania. Aquisgrán era el lugar donde se coronaba a los emperadores alemanes, y los principados eclesiásticos del Rin aparecen de forma prominente en la historia alemana.

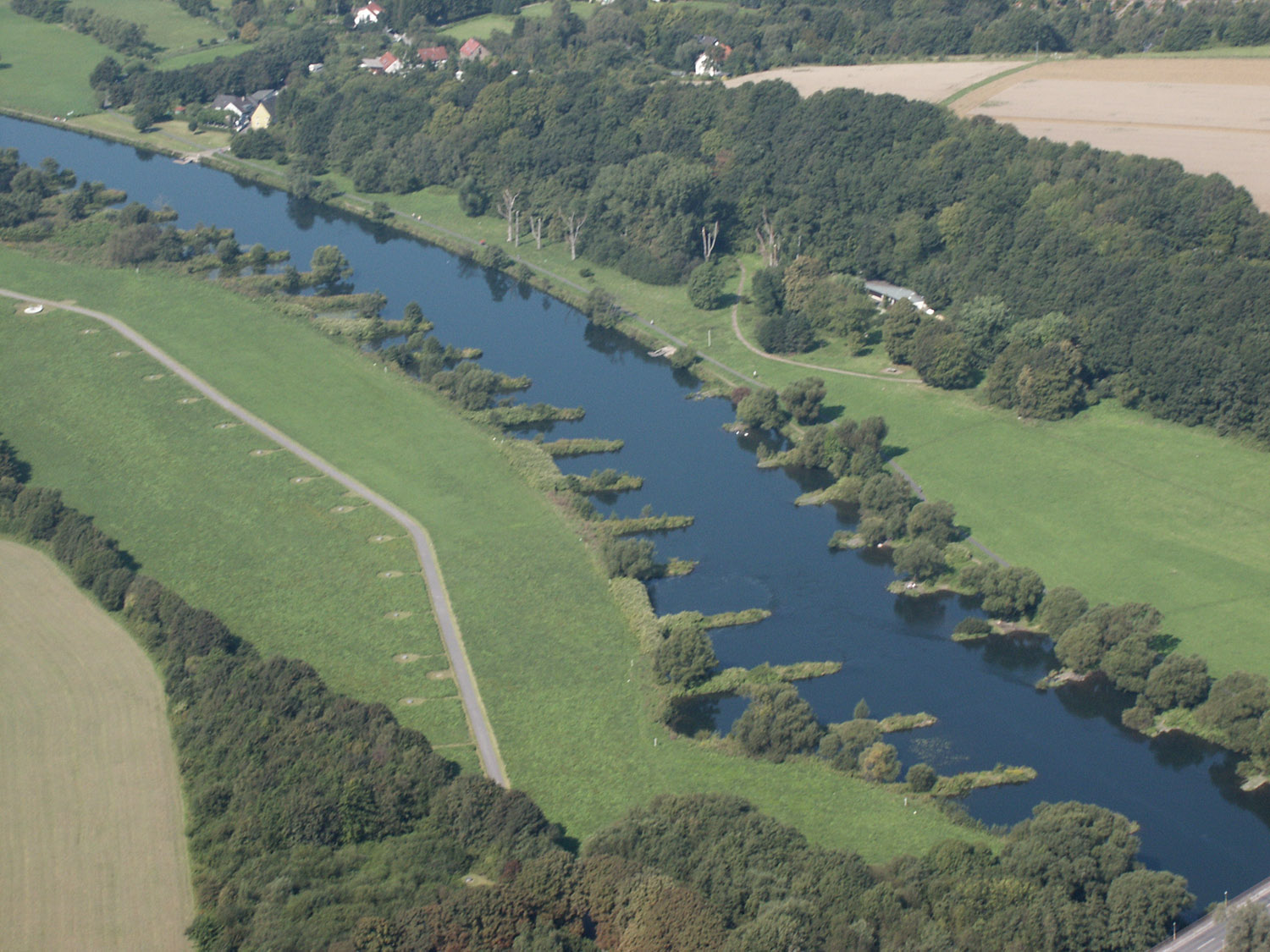
Río Ruhr

Prusia puso pie por vez primera en el Rin en 1609 con la ocupación del ducado de Cléveris y alrededor de un siglo después Alto Güeldres y Moers también se hicieron prusianos. Con la paz de Basilea de en 1795 toda la orilla izquierda del Rin se reasignó a Francia. 
Partes de Westfalia pasaron a control prusiano-brandeburgués durante los siglos XVII y XVIII, pero la mayor parte de ella permaneció dividida en ducados y otras zonas feudales de poder. La paz de Westfalia de 1648, firmada en Münster y Osnabrück, puso fin a la guerra de los Treinta Años. El concepto de la soberanía de la nación-estado resultante del tratado pasó a ser conocido como "soberanía westfaliana".
Como resultado de la reforma protestante, no hay religión dominante en Westfalia. El catolicismo y el luteranismo están en condiciones de igualdad. El luteranismo es fuerte en el este y el norte con numerosas iglesias libres. Münster y especialmente Paderborn son católicas. Osnabrück está dividida casi a partes iguales entre católicos y protestantes.

## Edad Contemporánea
A comienzos del siglo XIX, como consecuencia de las guerras Napoleónicas, el territorio que comprende este estado pasó a formar parte de la Confederación del Rin.
Durante el Primer Imperio Francés la parte de la región al oeste del río Rin fue designada como Departamento del Roer. Después de la derrota del ejército prusiano en la batalla de Jena-Auerstedt, el tratado de Tilsit en 1807 hicieron de los territorios westfalianos parte del Reino de Westfalia desde 1807 a 1013. Fue fundado por Napoleón I y fue un estado vasallo francés. En 1807 Jerónimo Bonaparte es nombrado rey de Westfalia. Este estado sólo compartía el nombre con la región histórica; contenía sólo una parte relativamente pequeña de Westfalia, formado en su lugar en su mayor parte por regiones de Hesse y Ostfalia.
Después del congreso de Viena, se le dio a Prusia toda Renania, que incluía el Gran Ducado de Berg, los electorasdos eclesiásticos de Tréveris y Colonia, las ciudades libres de Aquisgrán y Colonia, y casi un centenar de pequeños señoríos y abadías. La provincia del Rin prusiana se creó en 1822 y Prusia tuvo el tacto de no perturbar las instituciones liberales a las que se habían acostumbrado bajo el gobierno republicano de los franceses.
El reino de Prusia recibió también una gran parte del territorio de la región westfaliana, y creó la provincia de Westfalia en 1815. Las porciones más al norte del anterior reino, incluyendo la ciudad de Osnabrück, se habían convertido en parte de los estados de Hannover y Oldemburgo.

## Siglo XX

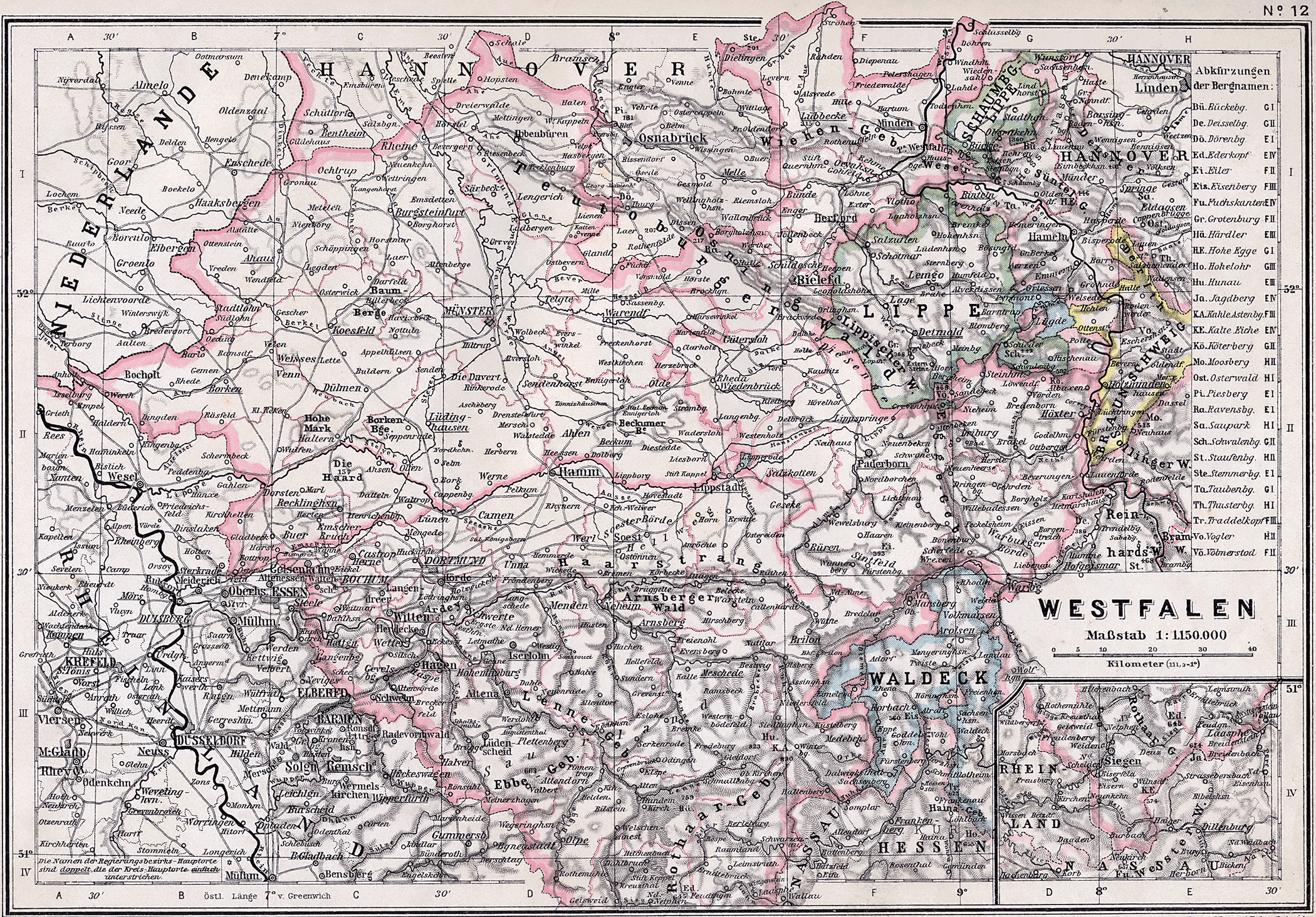
La provincia de Westfalia prusiana en 1905

En 1920, la Sociedad de las Naciones separó el Sarre de la provincia del Rin hasta un plebiscito de 1935, cuando la región regresó al Reich alemán. Ese mismo año, los distritos de Eupen y Malmedy fueron transferidos a Bélgica (véase Comunidad Germanófona de Bélgica). 
En 1946, después de la Segunda Guerra Mundial, la provincia del Rin se dividió en los estados de reciente fundación de Hesse, Renania del Norte-Westfalia y Renania-Palatinado. El estado de Renania del Norte-Westfalia fue establecido por iniciativa de la ocupación militar británica el 23 de agosto de 1946 con la llamada "Operación Matrimonio", fusionando la provincia de Westfalia y partes del norte de la provincia del Rin, siendo ambas divisiones políticas del anterior Estado Libre de Prusia dentro del Reich alemán. El 21 de enero de 1947 el antiguo Estado Libre de Lippe se fusionó con el de Renania del Norte-Westfalia, lo que condujo a las fronteras actuales del Estado. A continuación, fue ratificada mediante un referéndum la Constitución de Renania del Norte-Westfalia. A diferencia de otros estados alemanes, Renania del Norte-Westfalia no tenía antecedentes históricos. La atención se centró sobre todo en el deseo de los aliados para integrar un territorio común, en la rica región del Ruhr.
Encontrar una identidad común de Lippe, Westfalia y Renania fue un gran desafío en los primeros años del país. Los mayores retos en la posguerra fueron la reconstrucción y el establecimiento de un Estado democrático. A continuación, debió rediseñar la estructura económica desarrollada como resultado del declive de la industria minera que fue tema central de la política nacional. 
Las elecciones de Renania del Norte-Westfalia del 22 de mayo de 2005 concedieron a la CDU una victoria inesperada. Su principal candidato Jürgen Rüttgers construyó un nuevo gobierno de coalición formado por la CDU y el FDP que sustituyó al anterior gobierno encabezado por Peer Steinbrück. Rüttgers fue elegido nuevo primer ministro (en alemán: Ministerpräsident) del estado federal el 22 de junio de 2005. En 2010 le sucedió Hannelore Kraft, quien en 2017 fue a su vez sucedida por Armin Laschet. Laschet ocupó el cargo hasta 2021, cuando le sucedió el actual titular Hendrik Wüst.